# Рибниця (Рибниця)
Рибниця (словен. Ribnica) — поселення в общині Рибниця, регіон Південно-Східна Словенія, Словенія.

## Історія
Археологічні дані свідчать, що територія була заселена принаймні з пізнього бронзового віку між 1300 та 900 рр. до н. е. Вперше згадується як Ревенич у письмових документах, що датуються 1220 роком, що робить його одним із найстаріших міст Словенії.